# Rieggers
Rieggers ist eine Ortschaft und eine Katastralgemeinde der Gemeinde Zwettl-Niederösterreich im Bezirk Zwettl in Niederösterreich. Die Ortschaft hat 235 Einwohner (Stand 1. Jänner 2024). Bis Ende 1970 war Rieggers eine eigenständige Gemeinde.

## Geschichte
Laut Adressbuch von Österreich waren im Jahr 1938 in der Ortsgemeinde Rieggers ein Fleischer, drei Gastwirte, zwei Gemischtwarenhändler, ein Schmied, ein Schneider und eine Schneiderin, ein Schuster, ein Viehhändler und mehrere Landwirte ansässig.
Am 1. Jänner 1971 wurde im Zuge der Niederösterreichischen Kommunalstrukturverbesserung die bis dahin selbständigen Gemeinden Friedersbach, Gradnitz, Großglobnitz, Jagenbach, Jahrings, Marbach am Walde, Oberstrahlbach, Rieggers, Rosenau Dorf, Rosenau Schloß, Stift Zwettl und Unterrabenthan nach Zwettl-Niederösterreich eingemeindet.

## Siedlungsentwicklung
Zum Jahreswechsel 1979/1980 befanden sich in der Katastralgemeinde Rieggers insgesamt 107 Bauflächen mit 52.874 m² und 23 Gärten auf 7.880 m², 1989/1990 gab es 110 Bauflächen. 1999/2000 war die Zahl der Bauflächen auf 230 angewachsen und 2009/2010 bestanden 131 Gebäude auf 232 Bauflächen.

## Kultur und Sehenswürdigkeiten
- Katholische Pfarrkirche Rieggers hl. Stephanus

## Wirtschaft und Infrastruktur

### Öffentliche Einrichtungen
In Rieggers befindet sich ein Kindergarten und eine Volksschule.

### Bodennutzung
Die Katastralgemeinde ist landwirtschaftlich geprägt. 444 Hektar wurden zum Jahreswechsel 1979/1980 landwirtschaftlich genutzt und 120 Hektar waren forstwirtschaftlich geführte Waldflächen. 1999/2000 wurde auf 437 Hektar Landwirtschaft betrieben und 124 Hektar waren als forstwirtschaftlich genutzte Flächen ausgewiesen. Ende 2018 waren 423 Hektar als landwirtschaftliche Flächen genutzt und Forstwirtschaft wurde auf 125 Hektar betrieben. Die durchschnittliche Bodenklimazahl von Rieggers beträgt 23,8 (Stand 2010).